# Otidiphaps nobilis
Il piccione fagiano o colombo fagiano  (Otidiphaps nobilis Gould, 1870) è un uccello della famiglia dei Columbidi. È l'unica specie del genere Otidiphaps Gould, 1870.

## Distribuzione e habitat
Abita le foreste primarie di collina e di montagna fino a 1900 metri della Nuova Guinea, le isole di Batanta, Waigeo, Aru e Fergusson.

## Descrizione
Il piccione fagiano è lungo 45–50 cm e pesa 500 g. L'aspetto generale è tipico di un fagiano ad eccezione del capo che rassomiglia a quello di un colombo. Il corpo è compatto e le ali corte ed arrotondate, la coda è compressa lateralmente come nei fagiani argentati Lophura spp. Le zampe e il collo sono snelli, il capo, in proporzione, è piccolo. Il capo e la cresta sono neri, verdi e blu, le parti inferiori sono nero bluastro, le superiori sono verde iridescente fino al rosso. Le remiganti secondarie e le loro copritrici sono castane, la coda è nera con riflessi verdastri. L'iride è rosso arancio, la zona nuda intorno all'occhio, il becco e le zampe sono rossi. I sessi sono simili. La sottospecie O. n. aruensis ha la macchia dietro la nuca bianca e il petto con riflessi verdastri, O. n. cervicalis ha il ciuffo meno pronunciato, la macchia della nuca è grigiastra e O. n. insularis è più piccola, non ha la macchia nucale e non ha i riflessi violacei.

## Biologia
Si rinviene da solo o talvolta in coppia nelle foreste pluviali e nelle foreste monsoniche. Si nutre di semi e frutta caduti e di pietre fino ad un centimetro di diametro. Verso marzo depone un uovo color crema o bianco e sembra che il periodo di incubazione vari tra i 23 e i 26 giorni fino a raggiungere i 29 giorni in condizioni climatiche avverse. La cova viene effettuata da entrambi i genitori anche se il maschio cova solamente per mezz'ora a metà giornata. Per la prima settimana dopo la schiusa il maschio porta il cibo alla femmina al nido la quale lo porge ai piccoli. Dopo tale periodo entrambi i genitori si dedicano alla cura dei piccoli.

## Tassonomia
Sono note le seguenti sottospecie:
- O. n. aruensis Rothschild, 1928 - isole Aru (Nuova Guinea);
- O. n. nobilis Gould, 1870 - Nuova Guinea occidentale, isole di Batanta e Waigeo;
- O. n. cervicalis E. P. Ramsay, 1880 - Nuova Guinea orientale e sud-orientale[2];
- O. n. insularis Salvin e Godman, 1883 - isola di Fergusson (arcipelago di D'Entrecasteaux).